# Laterina Pergine Valdarno
Laterina Pergine Valdarno ist eine italienische Gemeinde mit 6338 Einwohnern (Stand 31. Dezember 2023) in der Provinz Arezzo der Region Toskana.

## Geografie

Lage von Laterina Pergine Valdarno in der Provinz Arezzo

Der Ort liegt bei 240 m rund 15 km nordwestlich der Provinzhauptstadt Arezzo und etwa 50 km südöstlich der Regionalhauptstadt Florenz. Die Gemeinde liegt in der Landschaft des Valdarno am Arno.
Zu den Ortsteilen gehören Casal Gori, Casalone, Casanuova, Cavi, Cavi-Casalone, Comunità Emmaus, Il Bagno, Il Fatai, Impiano, La Colonna, La Trove, Lado dell’Ingoia, Lago Della Fornacina, Lago Della Ghiacciaia, Lago Di Bellavista, Lago Di Rinaggio, Latereto, Laterina, Laterina Stazione, Malafrasca-San Frustino, Montalto, Pergine Valdarno, Piadichena, Pieve a Presciano, Poggio Bagnoli, Ponticino, Rimaggio, Via Nazionale und Vitereta.
Die Nachbargemeinden sind Arezzo, Bucine, Castiglion Fibocchi, Civitella in Val di Chiana, Montevarchi und Terranuova Bracciolini.

## Geschichte

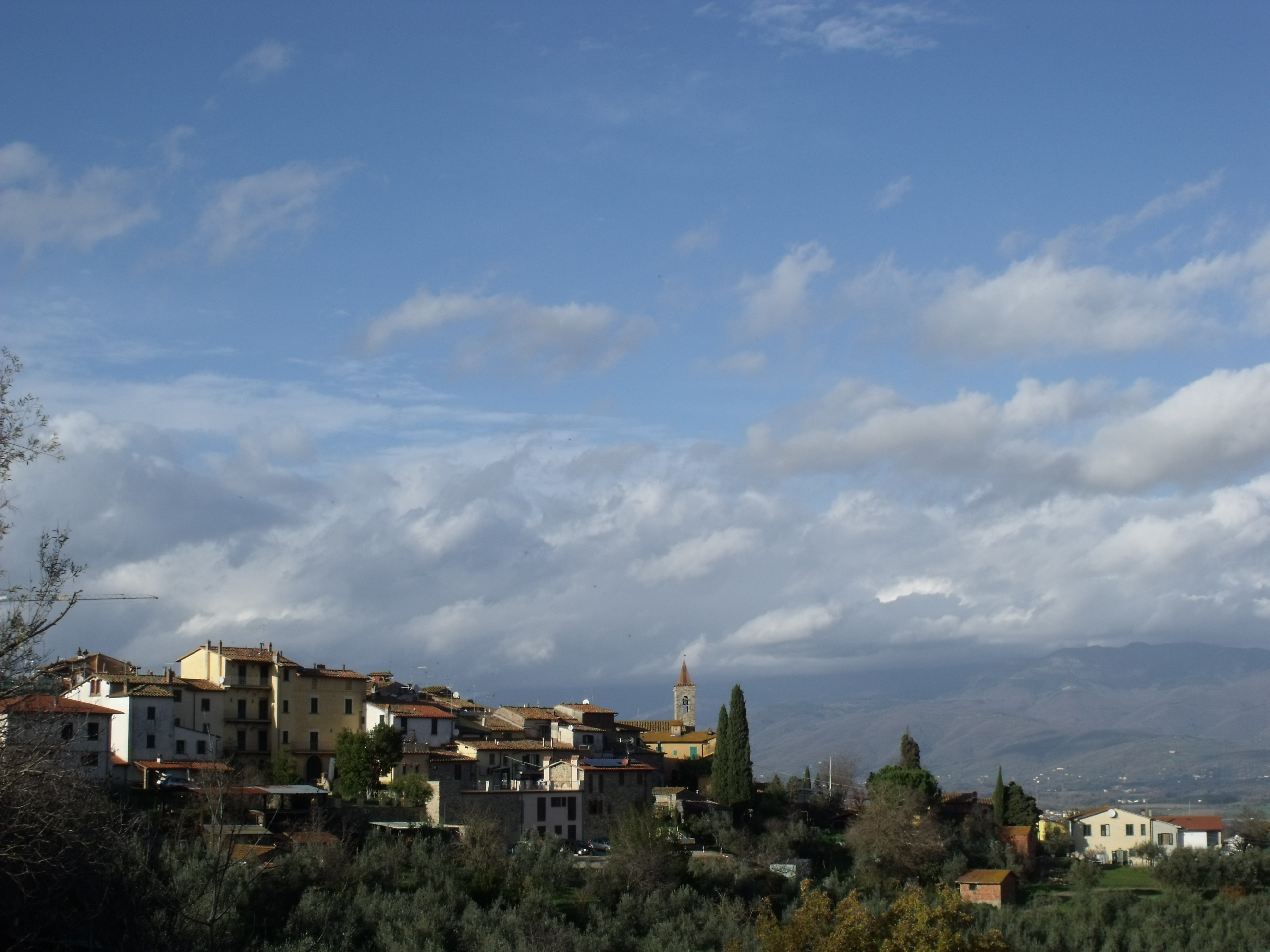
Panorama von Pergine Valdarno

Die Gemeinde entstand am 1. Januar 2018 durch die Zusammenlegung der vorher selbständigen Gemeinden Laterina und Pergine Valdarno. In dem Referendum vom 29. und 30. Oktober 2017 stimmten in Laterina 57,00 % (52,37 % Wahlbeteiligung) für den Zusammenschluss, in Pergine Valdarno 50,60 % (60,49 % Wahlbeteiligung). Das Gesetz zur Fusion der beiden Gemeinden ist das Legge Regionale n.55 vom 5. Dezember 2017. Das Rathaus befindet sich in Laterina.

## Söhne und Töchter der Gemeinde
- Pupo (* 1955), Sänger